# Панков (округ Берліна)

Панков (нім. Pankow) — мікрорайон Берліна, також один із 12 адміністративних районів Берліна. Панков лежить в долині притоки Шпрее Панке, від якої і отримав свою назву.
Починаючи з XIII століття Панков відомий, як поселення, що не мало статусу міста. У 1920 році Панков було включено до складу Берліна.
Після Другої Світової війни Панков належав до радянської зони окупації, а з утворенням Німецької Демократичної Республіки — до Східного сектору Берліна, включаючи в себе такі мікрорайони: 
1. Бланкенбург (нім. Blankenburg)
2. Бланкенфельде (нім. Blankenfelde)
3. Бух (нім. Buch).
4. Бухгольц (нім. Buchholz)
5. Гайнерсдорф (нім. Heinersdorf)
6. Каров (нім. Karow)
7. Нідершенгаузен (нім. Niederschönhausen)
8. Розенталь (нім. Rosenthal). 
Розенталь був заснований як село близько 1230 року. Вперше воно згадується в документах у 1356 році як парафіяльне село Розендалле (нім. Rosendalle). До утворення Великого Берліна Розенталь складався з сільської громади та маєткового району в окрузі Нідербарнім (нім. Landkreis Niederbarnim) прусської провінції Бранденбург.Після приєднання до Берліна 1 жовтня 1920 року Розенталь був розділений на два берлінські райони: округи Розенталь та Рейнікендорф (нім. Bezirk Reinickendorf). 1 квітня 1938 року південний схід району Райнікендорф, округ Вільгельмсру (нім. Reinickendorfer Ortsteils Wilhelmsruh) став частиною району Панков, тоді як північно-західна частина району залишилася в районі Райнікендорф. Після Другої світової війни Розенталь і Вільгельмсру утворили спільний район у східноберлінському районі Панков, а стара муніципальна територія Розенталь, залишилася в районі Райнікендорф і тому після 1945 року належала до Західного Берліна. Після берлінської районної реформи 2001 року Вільгельмсру був перетворений у власний округ у розширеному районі Панков.

Після реформи 2001 року до складу тепер укрупненого адміністративного району Панков було включено також інші райони.